# Niger Tornadoes FC
El Niger Tornadoes Football Club és un club de futbol nigerià de la ciutat de Minna.
Fou finalista de la copa de Nigèria el 2017 perdent per penals davant Akwa United.

## Palmarès
- Copa nigeriana de futbol:[2]
  - 2000
- Segona Divisió de Nigèria:
  - 1996, 2015